# Helicobasidium purpureum
Rhizoctone violet
Espèce
Helicobasidium purpureum est une espèce de champignons basidiomycètes (Fungi) de la famille des Helicobasidiaceae. Dans son stade sexué, cette espèce est un phytopathogène souterrain, notamment de nombreux légumes racines, provoquant la maladie cryptogamique de la rouille nommée rhizoctone violet. Dans son stade asexué, elle est un mycoparasite d'autres champignons de la rouille. Sa répartition est cosmopolite.

## Description
Dans son stade sexué, Helicobasidium purpureum est un saprophyte du sol. Il affecte de très nombreuses plantes cultivées chez lesquelles il produit des symptômes de pourriture sur les racines et les tubercules. Il est l'agent responsable du rhizoctone violet chez la pomme de terre, la carotte dont la culture est l'une des plus sensibles, le céleri, la luzerne et la vigne. Il est également un pathogène redouté de la betterave sucrière, de l'asperge et du safran. Sur les cultures de pommes de terre, les dégâts se caractérisent par un flétrissement des plantes et par une pourriture sèche des tubercules. L'espèce est aussi pathogène des racines des arbres comme celles des Chênes.

Helicobasidium purpureum dans son stade sexué
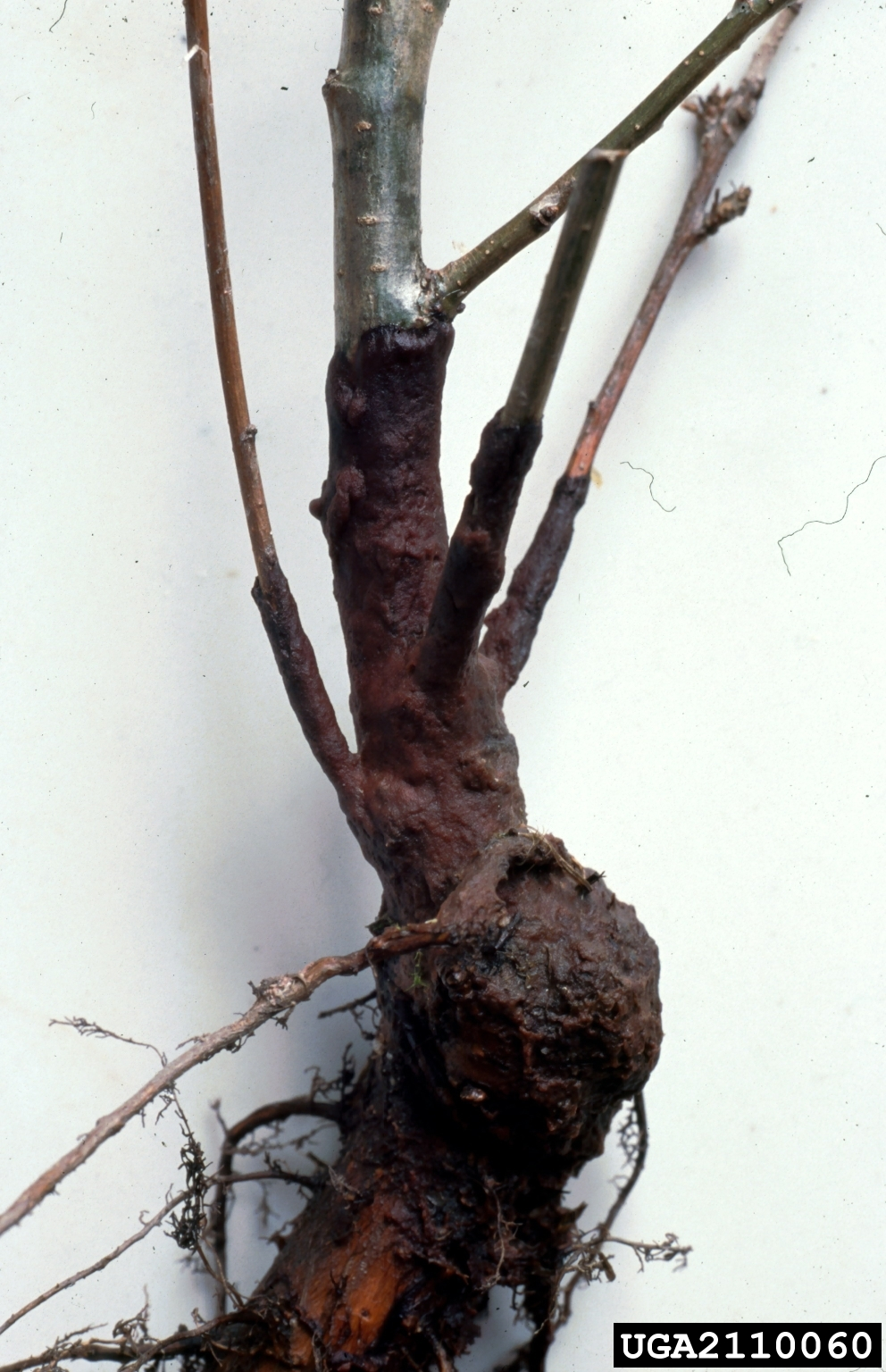
Sur les racines d'un jeune chêne.
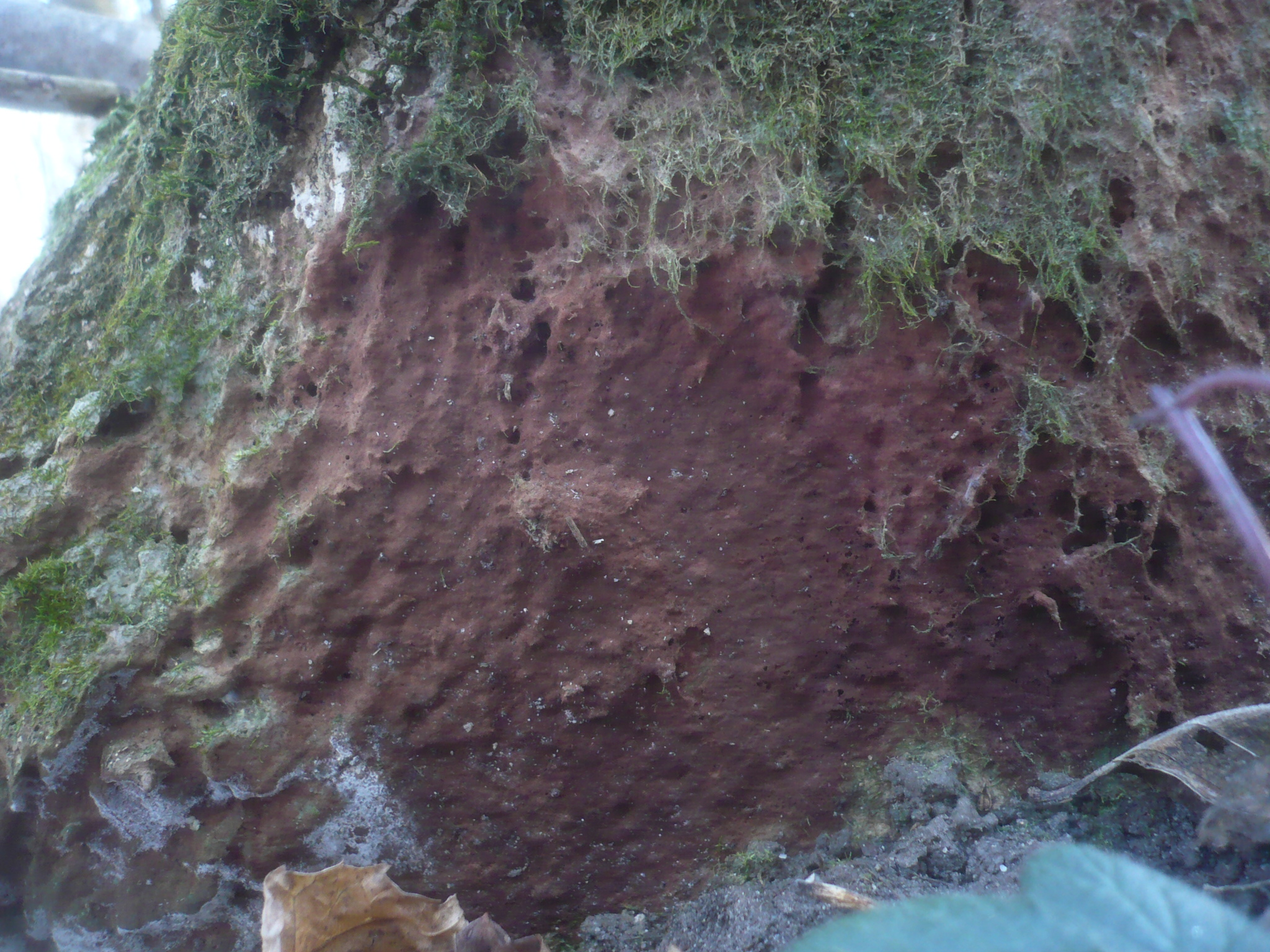
Dans le sol.
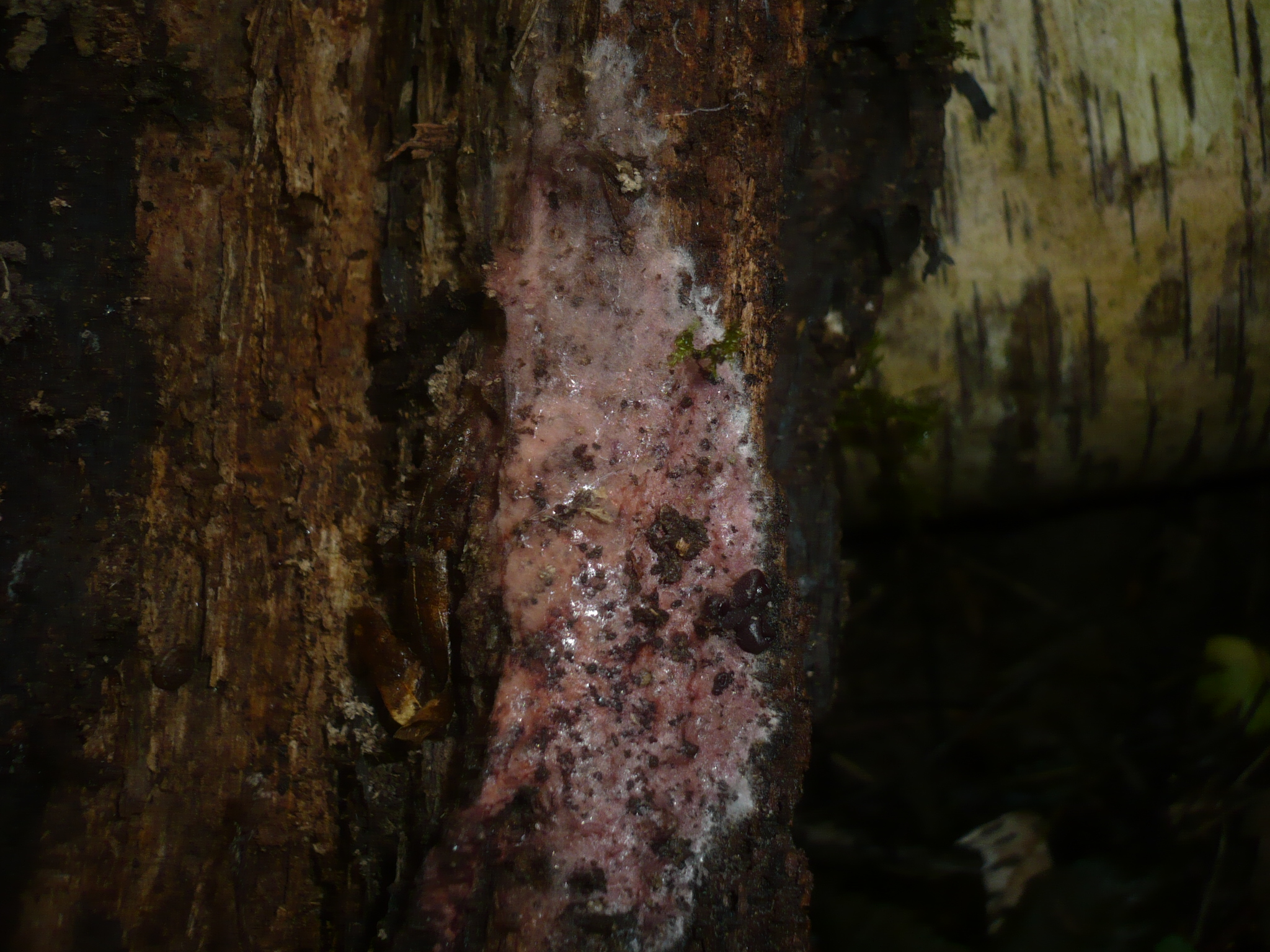
Dans le sol.

Dans son stade asexué, Helicobasidium purpureum produit des dépôts fongiques violets à rougeâtres nommés sporodochies, souvent disposés en cercle, sur d'autres espèces de champignons agents de la rouille. Il se trouve plus précisément sur leurs écidies du printemps à l'automne et empêche la formation de leurs stades de développement ultérieurs. Il est notamment hyperparasite de Puccinia coronata et Puccinia sessilis, mais de nombreuses autres espèces agentes de la rouille sont concernées.

Helicobasidium purpureum dans son stade asexué
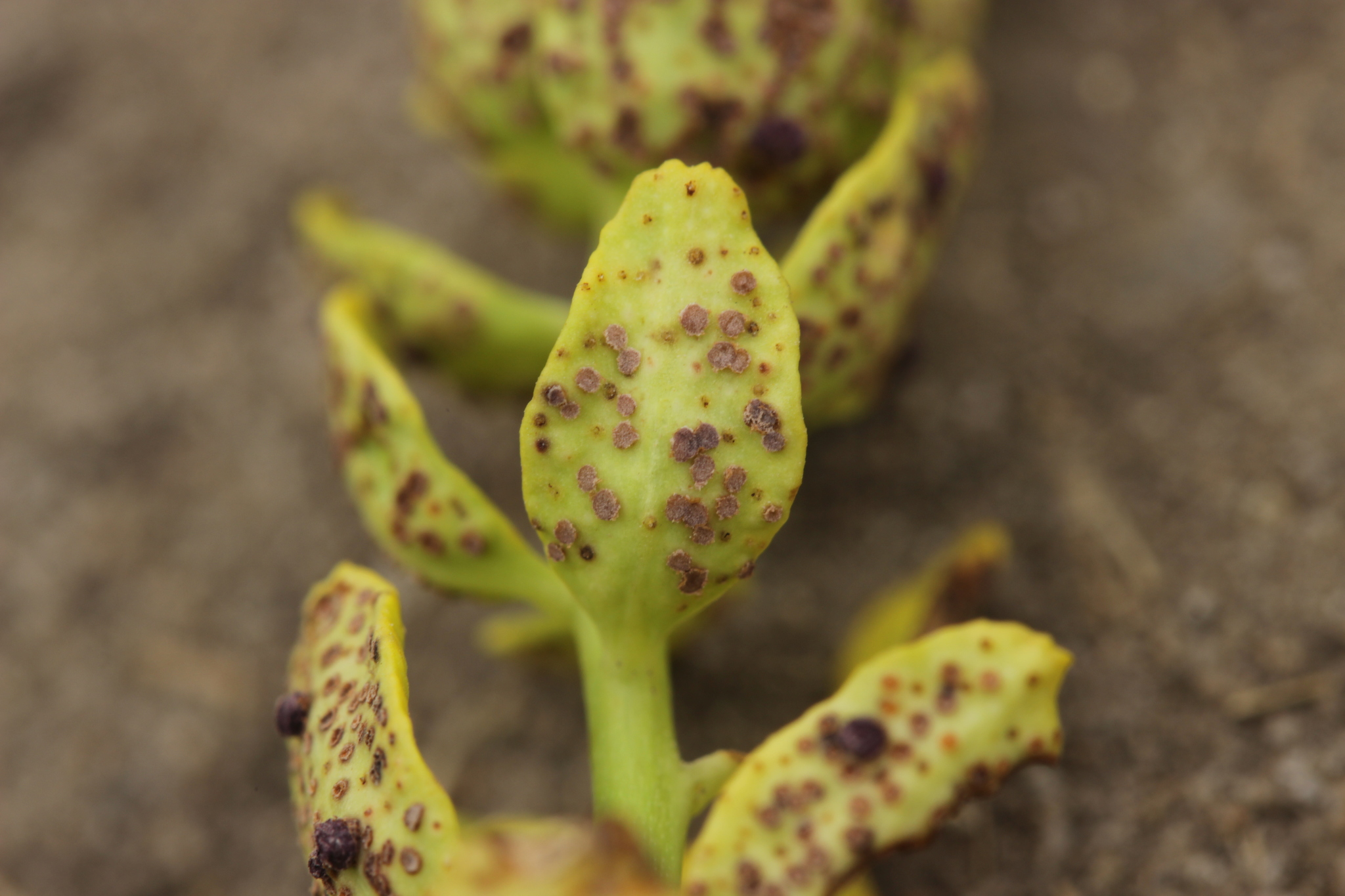
Sur Aecidium euphorbiae parasitant une Euphorbe.
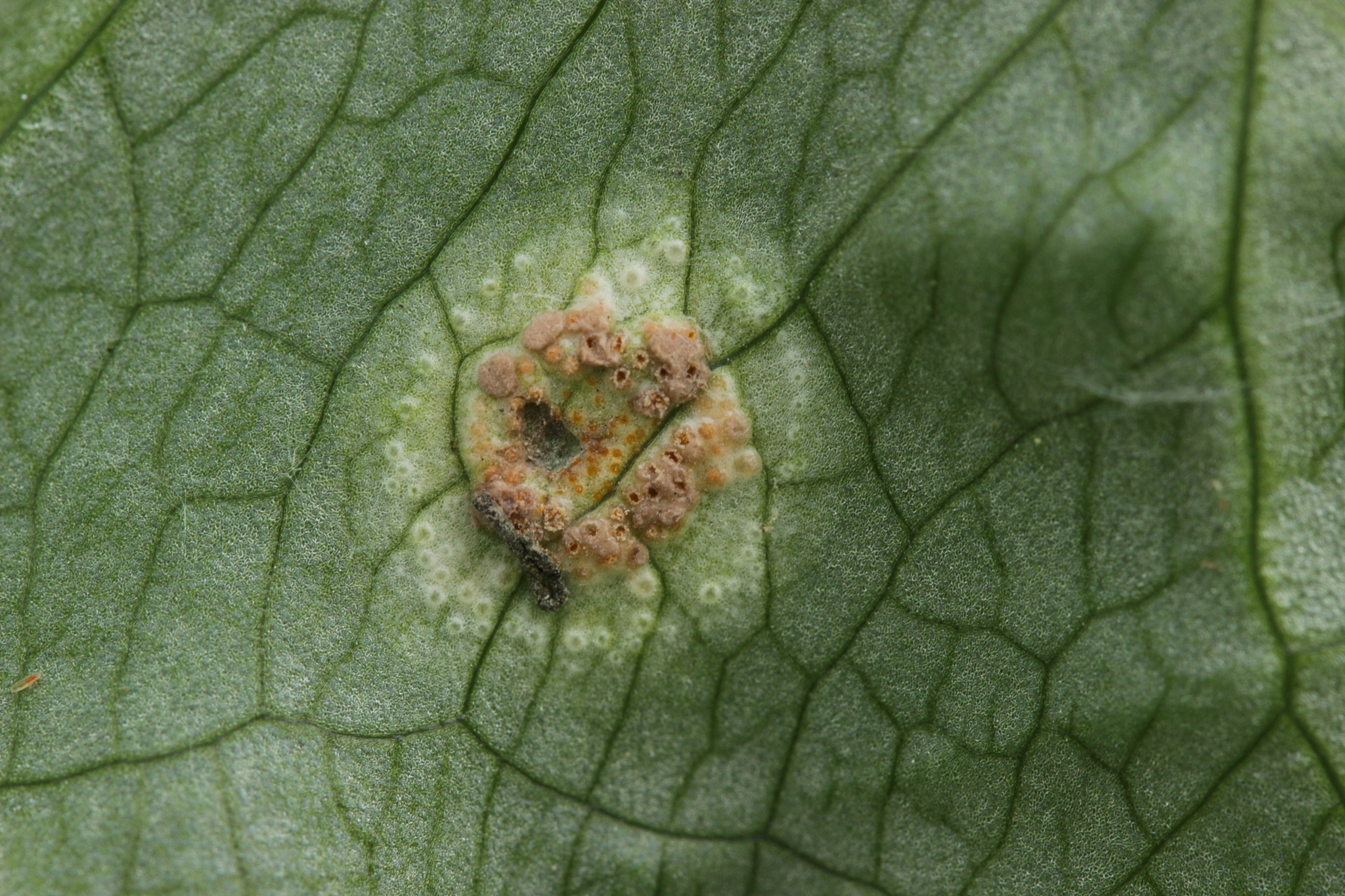
Sur Puccinia sessilis parasitant Arum maculatum.
Hôte inconnu.
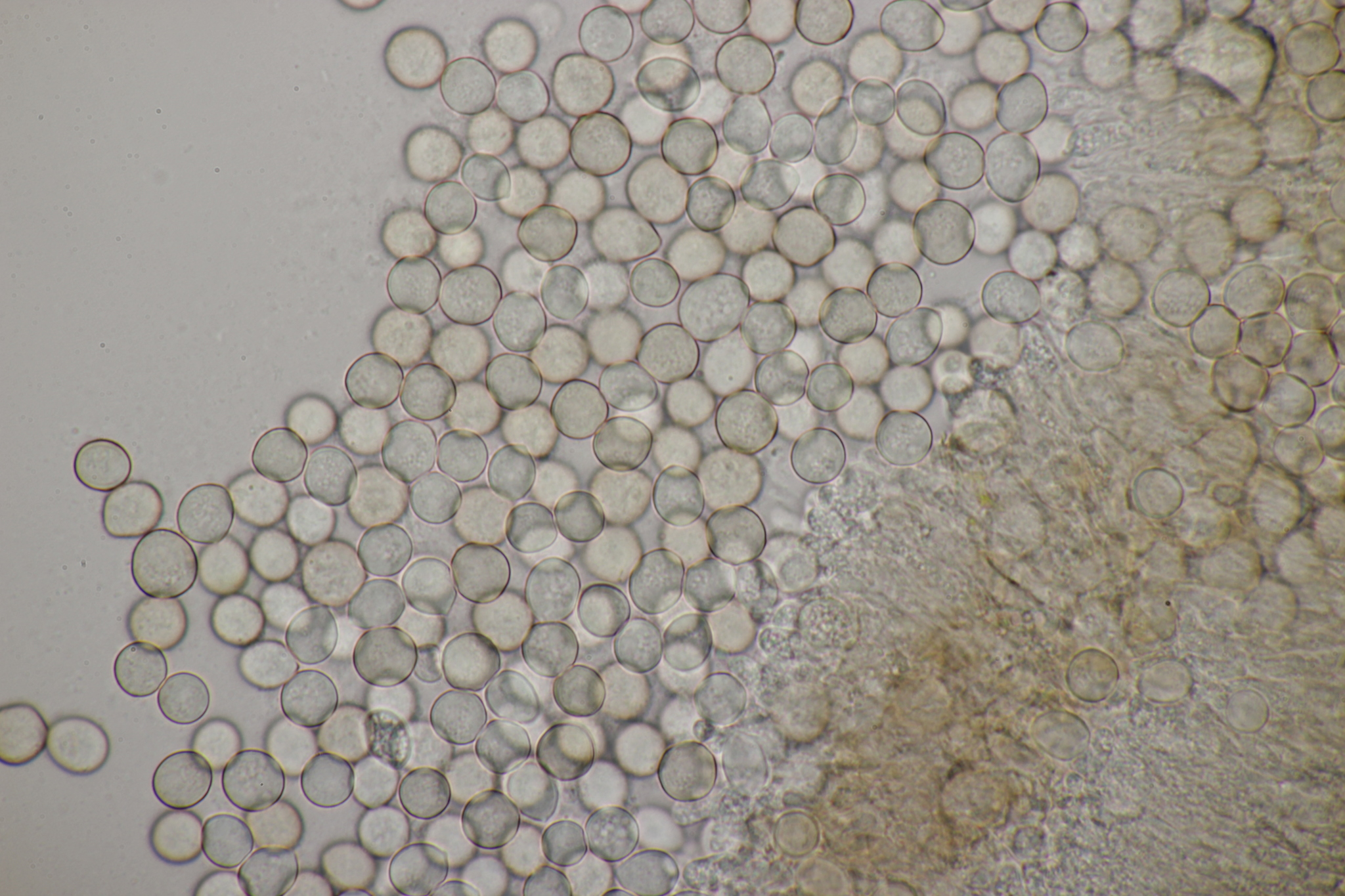
Spores.

## Taxonomie
Cette espèce qui connaît plusieurs stades sur de nombreux hôtes différents a connu de très nombreuses descriptions différentes qui ont été progressivement synonymisées grâce à la phylogénétique moléculaire. Selon le code de nomenclature en mycologie, Helicobasidium purpureum est prioritaire.

### Noms français
La maladie provoquée par Helicobasidium purpureum dans son stade sexué porte en français les noms vernaculaires et normalisés suivants : mort du safran, pourriture violette des légumineuses fourragères, rhizoctone de la luzerne, rhizoctone violet de la carotte, rhizoctone violet de la luzerne, rhizoctone violet de la pomme de terre, rhizoctone violet de la vigne, rhizoctone violet du céleri.

### Synonymie
Helicobasidium purpureum a pour synonymes, :
- Cordalia persicina (Ditmar) Gobi
- Corticium lilacinum Quél.
- Corticium sanguineum var. lilacinum Quél.
- Exobasidium asari Quél.
- Helicobasidium brebissonii f. barlae Wojewoda
- Helicobasidium brebissonii (Desm.) Donk
- Helicobasidium purpureum var. barlae Bres.
- Helicobasidium purpureum var. orientale Pat.
- Helicobasis purpureus (Tul.) Clem. & Shear
- Helminthosporium rhizoctonon Rabenh., 1855
- Hypochnus purpureus Tul.
- Protonema brebissonii Desm.
- Rhizoctonia allii L.Graves
- Rhizoctonia asparagi Fuckel
- Rhizoctonia asparagi Fuckel ex Erikss.
- Rhizoctonia crocorum (Pers.) DC.
- Rhizoctonia dauci Rabenh., 1855
- Rhizoctonia medicaginis DC.
- Rhizoctonia rubiae Decaisne
- Rhizoctonia rubiae M.J.Decne.
- Rhizoctonia violacea f. dauci J.G.Kühn
- Rhizoctonia violacea subsp. dauci J.G.Kühn, 1875
- Rhizoctonia violacea Tul. & C.Tul.
- Sclerotium crocorum Pers.
- Sclerotium sanguineum Fr.
- Stypinella purpurea (Tul. & C.Tul.) J.Schröt.
- Thanatophytum crocorum (Pers.) Gray, 1821
- Thanatophytum crocorum (Pers.) Nees
- Tuber parasiticum Bull.
- Tubercularia persicina Ditmar
- Tuberculina persicina (Ditmar) Sacc.
- Tuberculina sanguinea (Fr.) Lind